# Abadía de Ramsey

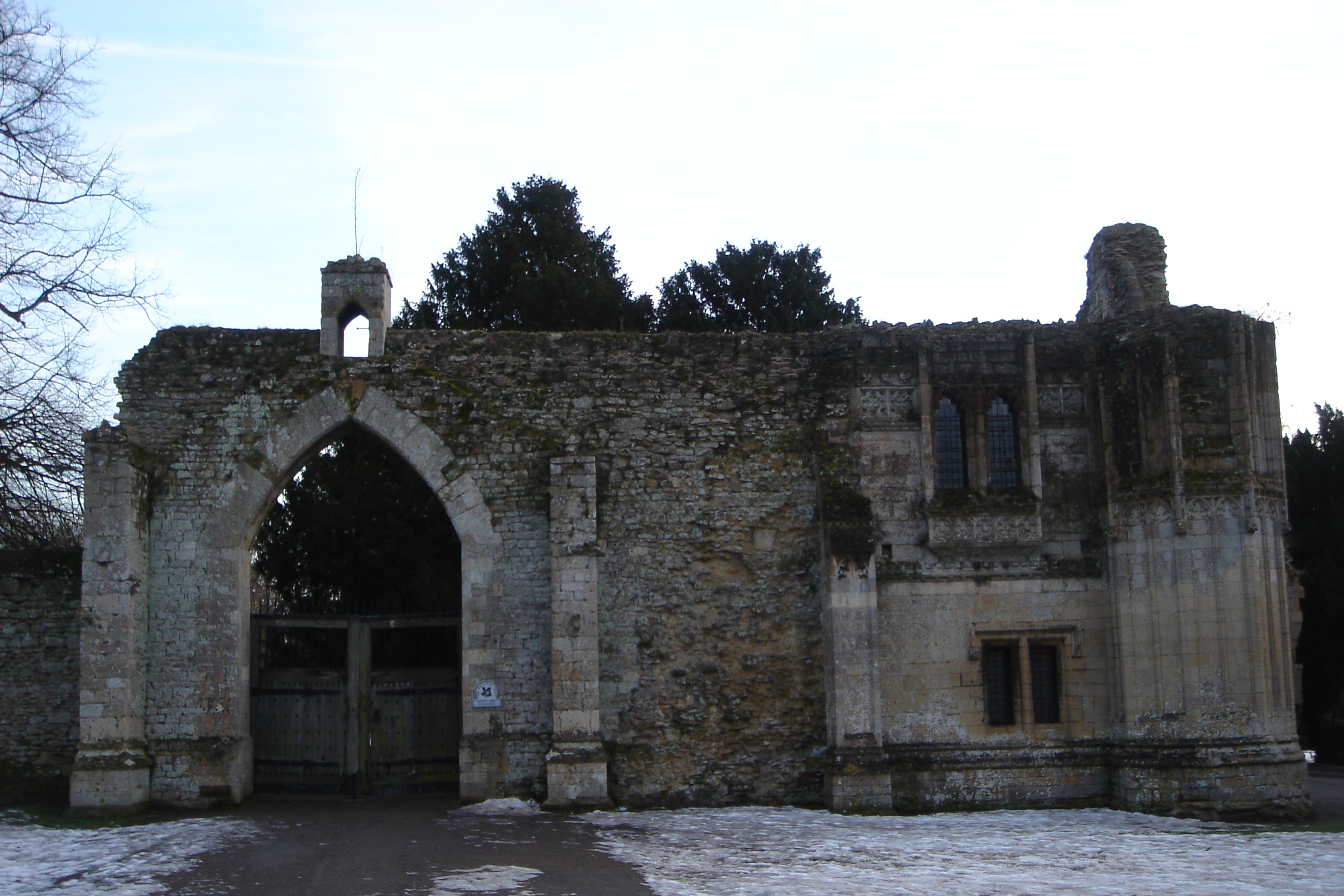
Gatehouse de la abadía, del, con mirador adornado.

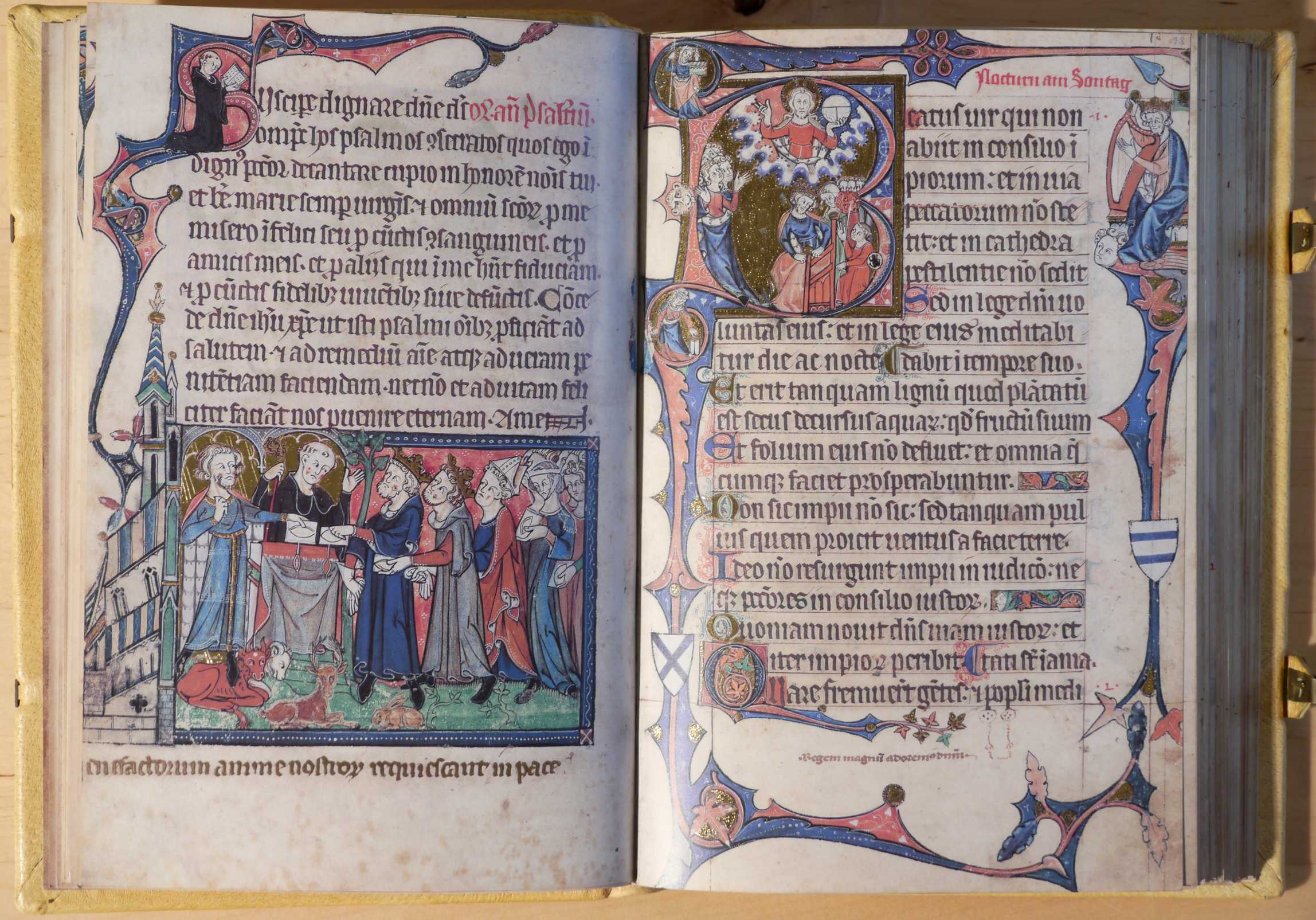
Este salterio de Ramsey (c. 1310), fue un regalo del abad al cellarium (facsímil).

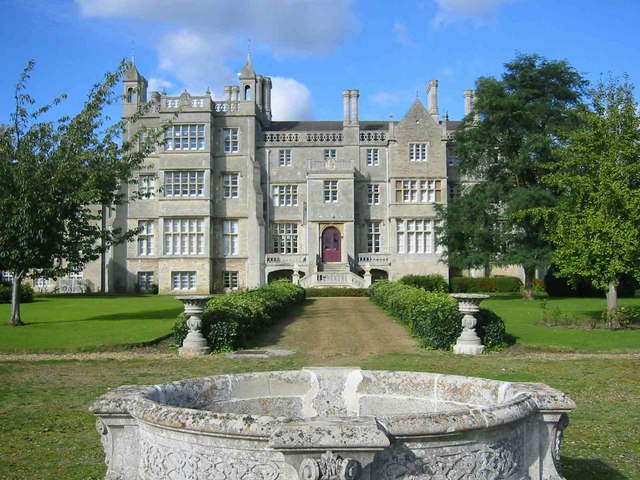
Abadía de Ramsey, en el presente.

La Abadía de Ramsey es una abadía en ruinas, cerca de Ramsey, Cambridgeshire (Inglaterra), al sureste de Peterborough y al norte de Huntingdon. Fundada en 989, la abadía prosperó hasta la disolución de los monasterios.
Hoy, lo que queda de la abadía forma parte de la Escuela de la Abadía (Abbey School). Todavía pueden verse la portería de la abadía, el albergue de pobres y la iglesia parroquial.
La piedra de la abadía fue usada para construir en Cambridge el Caius College, el King's College, y el Trinity College.